# Операція «Чекмейт»
Операція «Чекмейт» (англ. Operation Checkmate) — кодове найменування спеціальної операції, що проводилася британськими командос зі складу загону No. 14 «Арктичний» у квітні 1943 року з метою рейду на німецькі суднобудівельні промислові об'єкти в Гаугесунні на півдні окупованої Норвегії. Використовуючи магнітні міни, британці потопили декілька ворожих суден, але були захоплені у полон, і після нетривалого перебування в концентраційному таборі Заксенгаузен та Бельзен були страчені.

## Історія
Операція «Чекмейт» була останнім з дванадцяти рейдів британських командос на норвезьке узбережжя під час Другої світової війни. Рейдова група, зібрана для операції, складалася з одного офіцера і шести рядових з 14-го (Арктичного) загону командос. No. 14 Commando був сформований наприкінці 1942 року на прохання начальника штабу об'єднаних операцій Луїса Маунтбеттена для проведення операцій за полярним колом, щоб реалізовувати завдання спеціальних операці у Норвегії. 14-й (Арктичний) загін коммандос складався з 1-го (човнового) взводу, який налічував дев'ять офіцерів і 18 рядових, що спеціалізувалися на місіях на малих човнах, і 2-го взводу, який налічував шість офіцерів і 22 рядових, що спеціалізувалися на бігових лижах і альпінізмі.
Цей спеціалізований підрозділ командос призначався та готувався для проведення рейдових операцій на бази Крігсмаріне і Люфтваффе в Норвегії, з яких німці атакували арктичні конвої союзників. Для операції «Чекмейт» були відібрані бійці з 1-го (човнового) взводу. Командиром рейду був лейтенант Джон Годвін, доброволець Королівського військово-морського резерву, який походив з Буенос-Айреса. До складу рейдової групи входили сержант британської армії Віктор Джон Кокс, прикомандирований з 12-го загону командос, два петті-офіцери Королівського флоту — Альфред Джон Роу і Гарольд Хіскок, а також троє матросів Королівського флоту — Невілл Артур Берджесс, Кіт Мейор і Ендрю Ентоні Вест. Їхнє завдання полягало в тому, щоб атакувати об'єкти судноплавства в Осло та Копервіку в Гаугесунні, проникаючи в гавані на каное (байдарках) та прикріплюючи магнітні міни до корпусів кораблів.
Рейдову групу командос переправили через Північне море на моторному торпедному човні. Після прибуття в норвезькі води вони облаштували свою рейдову базу на острові Бокн, перш ніж моторний човен залишив їх і повернувся на Британські острови. Командос залишилися з невеликим рибальським катером і своїми каное. Передбачалося, що моторний торпедний човен повернеться пізніше і доставить їх назад.
Для виконання своєї місії британці використовували два каное. Лейтенант Годвін і мічман Берджесс сформували один екіпаж, а другий — мічмани Мейор і Вест. Їхній план полягав у тому, щоб під покровом темряви наблизитися на відстань удару до цілей, а потім на каное підпливти ближче і встановити міни «Лімпет». Їм вдалося потопити лише один німецький корабель, мінний тральщик M 5207. У захопленому німецькому документі в перекладі сказано, що «в Осло і Копервіку було потоплено кілька німецьких пароплавів». Цей звіт охоплює кораблі, потоплені під час цієї операції, а також ті, що були потоплені бандою Осло (норв. Oslogjengen) в столиці. Потім два каное повернулися до місця, де був схрон. Троє командос, що залишилися, за сприяння норвезьких цивільних осіб перемістилися в безпечніше місце вглиб країни. Потім обидва каное попливли на захід, до островів Уртер, де вони чекали, поки їх забере моторний човен. Каное було переміщено далі вглиб материка в спробі полагодити його, але екіпаж був змушений покинути його. Зрештою, ця група була захоплена 14 травня 1943 року після тривалих пошуків німецькою армією, поліцією та норвезькими колабораціоністами. Наступного дня четверо чоловіків на Уртері також були схоплені. Їх утримували в концентраційному таборі Гріні та допитували, а потім передали службі безпеки (нім. Sicherheitsdienst, SD), які перевезли полонених до концентраційного табору Заксенгаузен у Німеччині.

### Наслідки
Всі учасники операції «Чекмейт» були захоплені в полон у військовій формі, і з ними слід було поводитися як з військовополоненими. Однак у 1942 році Адольф Гітлер видав наказ про командос, який передбачав, що всі захоплені командос, незалежно від того, чи були вони у формі або ні, повинні бути страчені одразу після допиту.
Перебуваючи в концтаборі Заксенгаузен, учасники операції «Чекмейт» були змушені розношувати німецькі армійські черевики, маршируючи по 48 км на день по бруківці. П'ятеро з команди, за винятком Мейора і Роу, були страчені 2 лютого 1945 року. Мейор і Роу були переведені до концентраційного табору Белзен, де Мейор був страчений 7 квітня 1945 року, а Роу помер від висипного тифу.